# Амбар у Лаћараку
Амбар у Лаћараку се налази у улици 1. новембра број 174, настао је крајем 19. или почетком 20. века у склопу шупе и котобање. Као непокретно културно добро представља споменик културе од великог значаја.

## Изглед
Оријентисан је чеоном страном према улици мада, за разлику од сличних зграда, увучен у двориште око десетак метара. Постављен је на зидане темеље висине око један метар као и кош одвојен од њега зиданом шупом са два лучна улаза између којих је масивни зидани стуб. Амбар и чардак грађени су од храстовине у скелетном систему. Амбар је са испуном од резане даске, а чардак са хоризонтално прикуцаним резаним летвама. Двосливни кров, покривен бибер црепом, испуштен је над забатом амбара и подужним венчаницама ослоњен на коснике, а по угловима маркиран декоративним гредицама и лајснама. Забат је скромно декорисан профилисаним покривним лајснама закованим по спојевима равно резаних дасака којим је затворен. Подно забата је окапница покривена редом дрвених црепова, а испод ње профилисана даска која се наставља дуж венчанице на дворишној страни. Судећи по улазу у амбар из шупе, може се претпоставити да је амбар са чардаком и шупом настао као целовит конструктивни склоп. У противном, амбар би – као слободностојећа зграда накнадно обједињена са осталим – имао улаз на чеоној страни. Нису извођени конзерваторски радови.